# 邛海白鱼
邛海白鱼（学名：Anabarilius qionghaiensis）为輻鰭魚綱鯉形目鯝科白鱼属的鱼类，俗名青脊梁。在中国，分布于邛海等。该物种的模式产地在邛海。體長可達26公分，棲息在底中層水域，但現在人們認為它在該湖中已經滅絕。

## 扩展阅读
維基物種上的相關：邛海白鱼